# 约瑟普·乔拉克
约瑟普·乔拉克（1943年6月14日—2023年11月28日），克罗地亚男子摔跤运动员。他曾代表南斯拉夫参加1972年夏季奥林匹克运动会摔跤比赛，获得男子古典式90公斤级银牌。